# هیروکی اوچیدا
هیروکی اوچیدا (انگلیسی: Hiroki Uchida؛ زادهٔ ۱۵ دسامبر ۱۹۹۰) بازیکن فوتبال اهل ژاپن است.
از باشگاه‌هایی که در آن بازی کرده‌است می‌توان به یوکوهاما و باشگاه فوتبال یوکوهاما مارینوس اشاره کرد.